# Bogoljub Jevtić
Bogoljub Jevtić (Kragujevac, 1886. december 24. – Párizs, 1960. június 7.) szerb nemzetiségű diplomata, politikus, jugoszláv miniszterelnök.

## Életrajz
A középfokú iskoláit követően jogi tanulmányokat folytatott Belgrádban. 1917-ben Stockholmban, majd 1918 júliusában a szerb követség titkára Londonban.
1920 decemberében jugoszláv megbízott a háborús kártételi bizottságban, Párizsban. 1924-től a jugoszláv nagykövetség tanácsadója volt Párizsban és Brüsszelben. 1926. május 9-től nagykövet Tiranában, majd 1928 elején áthelyezték Bécsbe, később Budapestre.
Sándor király meggyilkolása után 1934. december 22-én kinevezték Jugoszlávia miniszterelnökének, ezt a posztot 1935. június 24-ig töltötte be.

## Fordítás
- Ez a szócikk részben vagy egészben  a   Bogoljub Jevtić című angol Wikipédia-szócikk fordításán alapul.  Az eredeti cikk szerkesztőit annak laptörténete sorolja fel. Ez a jelzés csupán a megfogalmazás eredetét és a szerzői jogokat jelzi, nem szolgál a cikkben szereplő információk forrásmegjelöléseként.